# Salvatore Abarca
Salvatore Octavio Abarca Reyes (Chile, 13 de mayo de 1986) es un futbolista chileno que juega como delantero. Actualmente milita en Trasandino de la Segunda División Profesional de Chile.

## Clubes
| Club                 | País      | Año       |
| -------------------- | --------- | --------- |
| Magallanes           | Chile     | 2003      |
| Hossana              | Chile     | 2004      |
| Magallanes           | Chile     | 2005      |
| Provincial Talagante | Chile     | 2006      |
| Magallanes           | Chile     | 2007-2008 |
| Deportes Ovalle      | Chile     | 2008-2009 |
| Ängelholms FF        | Suecia    | 2009-2010 |
| Triomphe AC          | Haití     | 2010-2011 |
| Belgrano de Arequito | Argentina | 2011      |
| Provincial Talagante | Chile     | 2012      |
| Barnechea            | Chile     | 2013      |
| San Antonio Unido    | Chile     | 2013-2014 |
| Deportes Valdivia    | Chile     | 2014-2015 |
| Trasandino           | Chile     | 2017–2018 |

## Palmarés

### Distinciones individuales
| Distinción                                                   | Año  |
| ------------------------------------------------------------ | ---- |
| Máximo goleador de la Tercera División A de Chile (17 goles) | 2012 |